# برافراشتن پرچم برفراز رایشس‌تاگ

برافراشتن پرچم بر فراز رایشس‌تاگ ، اثر یوگنی خالدی

برافراشتن پرچم بر فراز رایشس‌تاگ ( روسی: Знамя Победы над Рейхстагом، آوانگاری Znamya Pobedy nad Reykhstagom) یک عکس نمادین از جنگ جهانی دوم است که در نبرد برلین در ۲ می ۱۹۴۵ گرفته شده است. این عکس در هزاران نشریه تجدید چاپ شد و در سراسر جهان به عنوان یکی از مهم‌ترین و معروف‌ترین تصاویر جنگ جهانی دوم شناخته می‌شد. به دلیل محرمانه بودن رسانه‌های شوروی، هویت مردانی که در تصویر دیده می‌شوند و همچنین هویت عکاس یوگنی خالدی اغلب مورد مناقشه قرار می‌گرفت. این عکس نماد پیروزی شوروی بر آلمان نازی است.

## زمینه
نبرد برلین آخرین حمله بزرگ جبهه اروپایی جنگ جهانی دوم بود که توسط اتحاد جماهیر شوروی به عنوان عملیات تهاجمی استراتژیک برلین نامگذاری شد.  از ۱۶ آوریل ۱۹۴۵، ارتش سرخ در نتیجه حمله ویستولا اودر، جبهه آلمان را شکست و به سرعت به سمت غرب، با سرعت ۳۰ تا ۴۰ کیلومتر در روز، پیشروی می‌کرد. این حمله در نبرد برلین به اوج خود رسید که از اواخر ۲۰ آوریل ۱۹۴۵ تا ۲ می ادامه یافت و یکی از خونین ترین نبردهای تاریخ بود.
ساختمان رایشس‌تاگ ، مقر تاریخی قوه مقننه ملی آلمان که در سال ۱۸۹۴ ساخته شد، یکی از شناخته‌شده‌ترین ساختمان‌های آلمان بود که معماری بسیار باشکوهی داشت. ارتش سرخ این ساختمان را نماد دشمن فاشیست خود می‌دانست.

## سرانجام
این عکس در ۱۳ می ۱۹۴۵ در مجله اوگونیوک منتشر شد. با اینکه عکاسان بسیاری از پرچم های روی پشت بام عکس گرفتند، تنها عکس خالدی پرآوازه شد.
خالدی پس از گرفتن عکس به سرعت به مسکو بازگشت. او در ادامه تصویر را به درخواست سردبیر اوگونیوک ویرایش کرد چرا که متوجه شد گروهبان ارشدی که پرچم در دست دارد دو ساعت به دست دارد. وجود دو ساعت می‌توانست نشانه‌ی آن باشد که گروهبان یکی از آنها را در جریان جنگ دزدیده است. عملی که مجازات آن اعدام بود. خالدی با استفاده از یک سوزن، یکی از ساعت‌ها را از مچ دست راست پاک کرد.  بعدها، ادعا شد که ساعت اضافی در واقع یک قطب نما بوده است و خالدی برای جلوگیری از ایجاد جدال، ساعت را از مچ دست راست اسماعیلوف خارج کرده‌است. او همچنین در پس‌زمینه‌ی عکس دود اضافه کرد تا صحنه نمایشی‌تر شود.

## نگارخانه

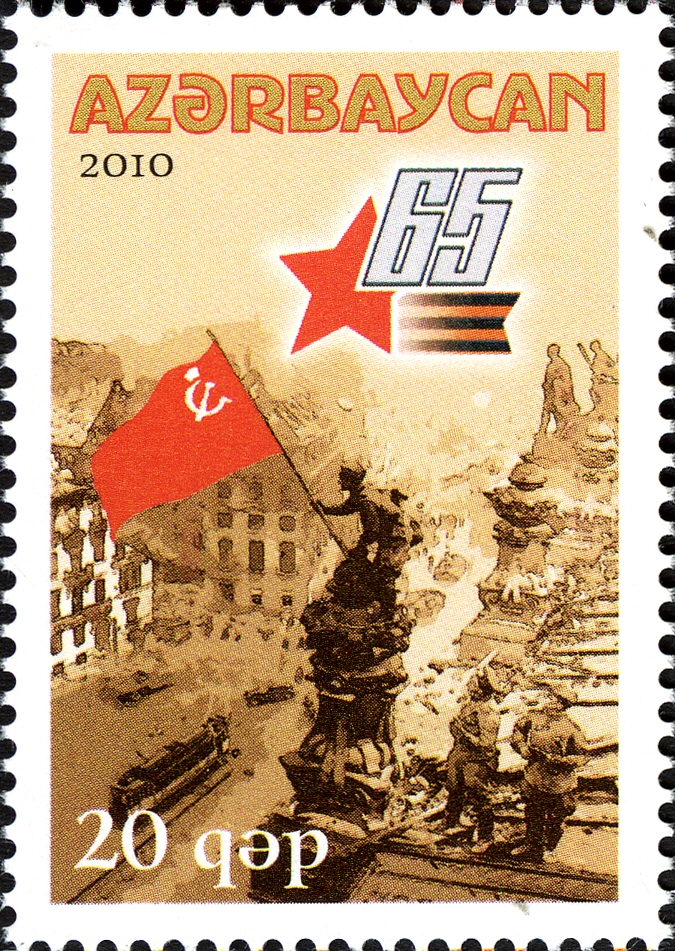
تمبر آذربایجان به مناسبت شصت و پنجمین سالگرد پیروزی در جنگ بزرگ میهنی.
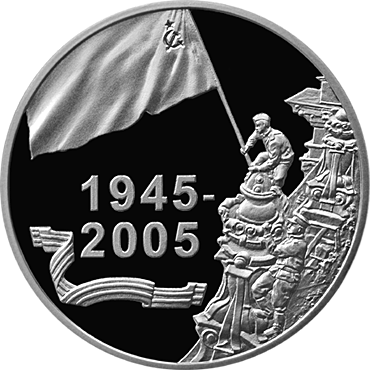
سکه نقره ای یادبود از بلاروس که تصاویر نمادین را به تصویر می کشد.
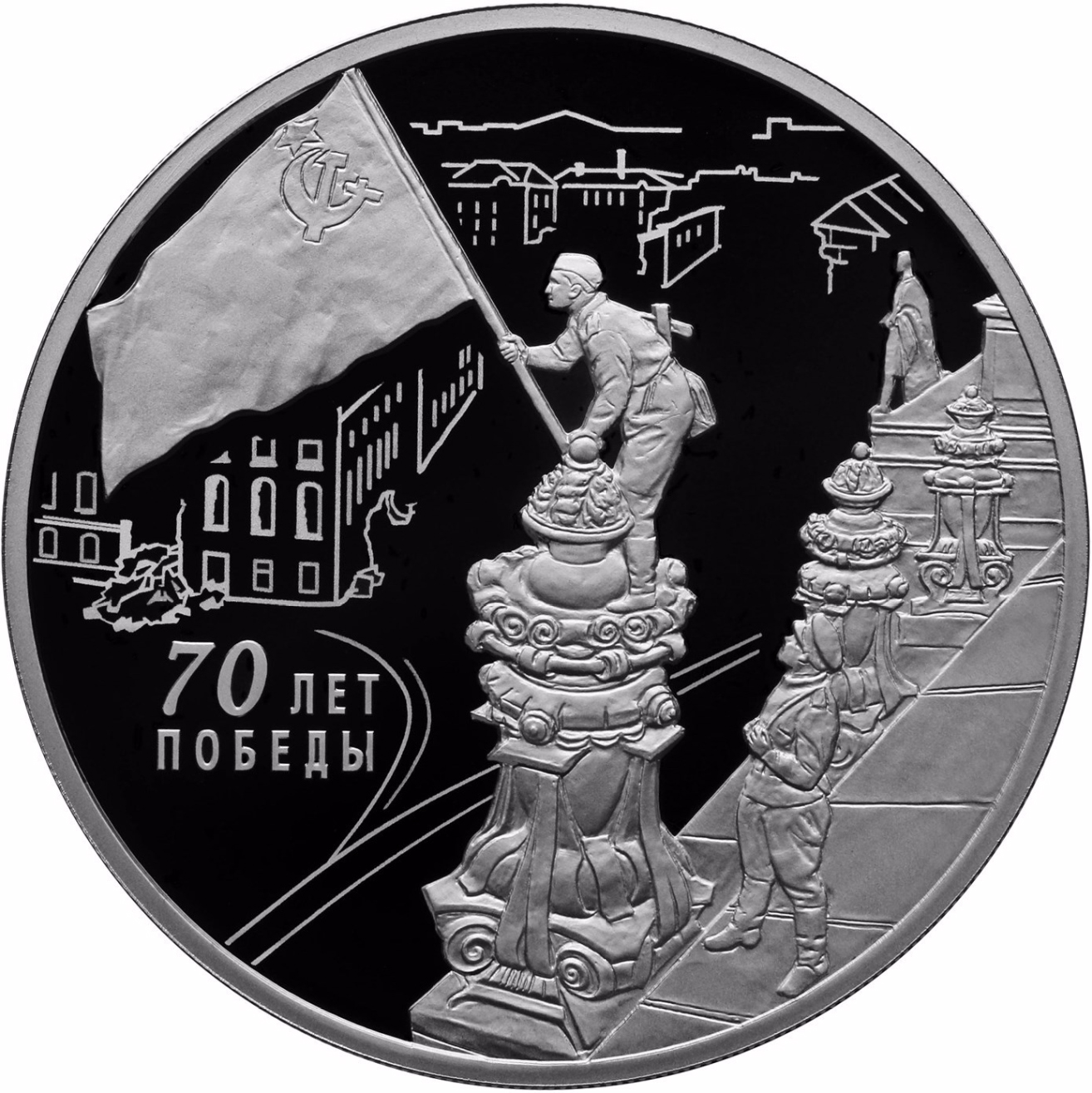
سکه یادبود صادر شده توسط بانک روسیه به مناسبت هفتادمین سالگرد روز پیروزی.

## همچنین ببینید
- پرچم پیروزی (۱ مه ۱۹۴۵)
- برافراشتن پرچم در ایوو جیما (۱۹۴۵)
- برافراشتن پرچم در کایرن سه کشور (۱۹۴۵)
- پرچم جوهر (۱۹۴۸)
- برافراشتن پرچم در زمین صفر (۲۰۰۱)